# Ziad Baroud
Ziad Baroud (ur. w 1970 r.) – libański prawnik i polityk, maronita. W lipcu 2008 r. prezydent Michel Sulaiman mianował go ministrem spraw wewnętrznych w rządzie Fouada Siniory. Stanowisko to zachował w gabinecie Saada Haririego.